# چارلز رابمانجارا
چارلز رابمانجارا (انگلیسی: Charles Rabemananjara؛ زادهٔ ۹ ژوئن ۱۹۴۷) سیاست‌مدار اهل ماداگاسکار است. وی از ۲۰ ژانویه ۲۰۰۷ تا ۱۷ مارس ۲۰۰۹ نخست‌وزیر این کشور بود.